# Viridifentonia plagiviridis
Viridifentonia plagiviridis är en fjärilsart som beskrevs av Moore 1879. Viridifentonia plagiviridis ingår i släktet Viridifentonia och familjen tandspinnare. Inga underarter finns listade i Catalogue of Life.